# Kỹ thuật tay trong Karate
Kỹ thuật tay là kỹ thuật chiến đấu chủ yếu của Karate. Dưới đây là các đòn tay cơ bản:
| Số thứ tự | Kỹ thuật                                 | Phiên âm    | tiếng Nhật | Diễn giải | Ảnh minh họa |
| --------- | ---------------------------------------- | ----------- | ---------- | --- | ------------ |
| 1         | Quyền                                    | Tsuki       | -          | Quyền còn được gọi là Đấm thẳng. Đặt nắm tay đấm bên hông, ngón tay cái hướng lên trên. Khi đấm thì một cánh tay duỗi thẳng ra cùng lúc với xoay nắm đấm; đồng thời rút cánh tay kia về tư thế sẵn sàng. Lực xoay được cộng với lực quất thẳng ra làm tăng sức mạnh cho cú đấm và ổn định hướng đi của cú đấm. |              |
| 2         | Đánh bằng lưng nắm đấm                   | Uraken      | -          | Đây là kỹ thuật dùng cử động quất cùi chỏ tạo lực để đánh mục tiêu bằng lưng nắm đấm. Tay trái nắm chặt đưa lên ngang hông trong tư thế thủ, nâng cùi chỏ phải lên ngang bằng vai, đầu cùi chỏ hướng về mục tiêu. Giữ yên cùi chỏ vụt lưng nấm đấm ra. |              |
| 3         | Chặt bằng cạnh bàn tay                   | Shuto-Uke   | -          | Đây là một kỹ thuật mà trong đó sức quất mạnh cùi chỏ tạo lực và sự xoay cổ tay đều được kết hợp để tạo sức công phá nơi cạnh bàn tay. Di chuyển bàn tay đến gần tai, lòng bàn tay hướng ra ngoài, cùi chỏ cong và hướng về một bên. Tay còn lại đưa thẳng về phía trước. Chặt thật mạnh theo một đường vòng cung về phía trước, đồng thời xoay bàn tay lại và lòng bàn tay hướng lên trên. Trong khi đó rút cánh tay kia về, nắm chặt lại bên hông. | -            |
| 4         | Đánh từ trong ra ngoài bằng cạnh bàn tay | Gyaku Shuto | -          | Bàn tay phải đưa chéo lên ngang người, lòng bàn tay hướng vào tai trái. Tay trái duỗi thẳng ra phía trước lòng bàn tay úp xuống. Chặt mạnh tay phải về phía trước theo một đường vòng cung trong khi xoay cổ tay lại với lòng bàn tay và cùi chỏ hướng xuống. Đồng thời, rút cánh tay kia về, nắm chặt lại bên hông. | -            |
| 5         | Đấm hai tay hình chữ U                   | Morote Zuki | -          | Ở tư thế chuẩn bị, hai nắm đấm đưa lên ngang hông. Hai tay đồng thời đấm ra cùng một lúc về phía trước. Tay phải đấm phía trên vào mặt, tay trái đấm phía dưới vào bụng đối thủ. | -            |
| 6         | Đấm song song                            | Heiko Zuki  | -          | Ở tư thế chuẩn bị, hai nắm đấm đưa lên ngang hông. Hai tay đồng thời đấm thẳng ra phía trước, vừa xoay cổ tay vừa duỗi thẳng, khi đến mục tiêu lòng bàn tay hướng xuống | -            |
| 7         | Đấm vòng cầu                             | Furi Zuki   | -          | Ở tư thế chuẩn bị, nắm đấm tay phải đưa lên ngang hông. Nắm đấm tay trái đưa ra phía trước. Đánh nắm đấm tay phải theo một vòng cung, và đồng thời lật xoay nó vào trong 180 độ. Đòn đấm này thường được thực hiện như một cú đấm ngửa để lấy ưu thế của động tác xoay hông. Đòn thường được dùng để tấn công vào thái dương đối thủ. | -            |
| 8         | Đấm móc                                  | Kagi Yuki   | -          | Tư thế chuẩn bị, tay phải nắm đấm đưa lên hông. Nắm đấm tay trái đưa ra phía trước, lòng bàn tay hướng xuống. Tay phải đấm chéo qua thân mình móc lên ngang ngực, tạo thành góc 90 độ, đồng thời rút lui tay trái về bên hông, lòng bàn tay ngửa lên. | -            |

| Số thứ tự | Kỹ thuật                | Phiên âm         | tiếng Nhật | Diễn giải | Ảnh minh họa |
| --------- | ----------------------- | ---------------- | ---------- | --- | ------------ |
| 1         | Đánh cùi chỏ sang ngang | Yoko Hiji Ate    | -          | Cánh tay phải đưa chéo qua vai trái, nắm đấm sát vào người và hướng vào bên trong. Tay trái đưa thẳng ra phía trước ngang ngực, lòng bàn tay hướng xuống. Quất mạnh cùi chỏ sang phải trong khi cùng một lúc rút tay trái về ngang hông, bàn tay trái nắm chặt và hướng lên.                                                          | -            |
| 2         | Đánh cùi chỏ tới trước  | Mawashi Hiji Ate | -          | Tay phải đưa lên hông, lòng bàn tay hướng lên, nắm chặt nắm đấm. Tay trái đưa thẳng ra phía trước. Đánh cùi chỏ tay phải ra tới trước theo một vòng cung, cho đến khi nắm đấm tay phải hướng vào phần trước của cơ thể và bàn tay phải hướng xuống. Đồng thời với động tác rút tay trái về ngang hông, bàn tay nắm chặt và hướng lên. | -            |
| 3         | Đánh cùi chỏ lên trên   | Tate Hiji Ate    | -          | Tư thế chuẩn bị tương tự như đánh cùi chỏ tới trước. Đòn này không đánh theo vòng cung ngang mà theo vòng cung từ dưới lên trên. Đánh thốc cùi chỏ lên trên theo đường vòng cung, nắm đấm hướng vào trong và chạm gần kề lỗ tai. Phải xoay hông để tạo lực cho cú đánh, đồng thời tay trái rút về bên hông.                           | -            |
| 4         | Đánh cùi chỏ xuống dưới | Otoshi Hiji Ate  | -          | Tay phải nắm chặt và đưa cánh tay thẳng lên cao khỏi đầu. Tay trái duỗi thẳng ra phía trước. Giật mạnh cùi chỏ xuống đồng thời xoay hông, dồn sức vào cú đánh. Tay trái rút về bên hông trong cùng một lúc. | -            |
| 5         | Đánh cùi chỏ ra sau     | Ushiro Hiji Ate  | -          | Tay phải nắm chặt đưa thẳng về phía trước, lòng bàn tay hướng xuống. Nắm đấm tay trái để bên hông trong tư thế thủ. Thốc mạnh cùi chỏ ra phía sau, đồng thời xoay cổ tay, lật ngửa dần lòng bàn tay. | -            |